# Rosa Villa
Rosa Villa (17 de maio de 1963) é uma actriz portuguesa.

## Biografia
Estreou-se como actriz em 1984 no Teatro Aberto. Participou em vários espectáculos encenados por João Lourenço, Júlio César, Ivone Silva, Carlos Cruz, Carlos Areia, Nicolau Breyner, Filipe La Féria e Castro Guedes. No Parque Mayer, ela trabalhou com Henrique Santana, Francisco Nicholson, Marina Mota, entre outros. Na Expo 98, Rosa Villa participou também em Peregrinação, encenação de João Brites. No Teatro da Malaposta ela participou de Mulheres Mix, de Ivo Bender, bem como As Estrelas São A Nossa Casa e Amor Perfeito de Abel Neves, encenados por Jorge Estreia.
No cinema participou dos filmes Uma Borboleta na Gaiola, de Luís Filipe Rocha, em A Maldição de Marialva, de António de Macedo, em Mustang e Zona J, de Leonel Vieira e em António, Um Rapaz de Lisboa, de Jorge Silva Melo.
Em televisão, Rosa Villa participou em vários programas, séries, telenovelas e sitcoms. 

## Televisão
- 1986 - Ora Viva
- 1987 - Cá Estão Eles
- 1989 - Ricardina e Marta
- 1995 - Roseira Brava
- 1996 - Primeiro Amor
- 1997 - A Maluquinha de Arroios
- 1997 - Cuidado com o Fantasma
- 2000 - Capitão Roby
- 2001 - Filha do Mar
- 2004 - Maré Alta
- 2004 - Malucos do Riso
- 2004 - Inspector Max
- 2006 - A Minha Família
- 2011 - Morangos com Açúcar
- 2014/15 - Mulheres
- 2017 - Mulheres Assim
- 2017 - Inspector Max
- 2020 - Nazaré
- 2022 - Amor Amor Vol. 2
- 2024/2025 - A Promessa

## Teatro
- 1984 - Ubu Português - 2002 Odisseia no Terreiro do Paço - Teatro Aberto[2]
- 1986 - Até Pinga no Pão - Digressão (com Camilo de Oliveira, Ivone Silva...)

- 1989- Ai Cavaquinho, Teatro ABC- Parque Mayer (com Camilo de Oliveira, Paula Marcelo, Fernanda Batista....)

- 2018 - Parque Mania - Teatro Maria Vitória[3][4][5]